# Agelescape caucasica
Agelescape caucasica là một loài nhện trong họ Agelenidae.
Loài này thuộc chi Agelescape. Agelescape caucasica được Guseinov, Marusik & Koponen miêu tả năm 2005.